# ناجا رگین
ناجا رگین (انگلیسی: Нађа Регин؛ زادهٔ ۲ دسامبر ۱۹۳۱ - درگذشته ۶ آوریل ۲۰۱۹) هنرپیشه اهل صربستان است.
از فیلم‌ها یا برنامه‌های تلویزیونی که وی در آن نقش داشته است می‌توان به مرد بدون بدن، پنجه طلایی و از روسیه با عشق اشاره کرد.
۶ آوریل ۲۰۱۹